# Ozero Grif
Der Ozero Grif (englische Transkription von russisch Озеро Гриф Osero Grif, deutsch ‚Geiersee‘) ist ein See an der Knox-Küste des ostantarktischen Wilkeslands. Er liegt 9 km südlich der Bunger Hills und unmittelbar westlich der Grace Rocks an der Südflanke des Apfel-Gletschers, wo dieser gemeinsam mit dem Scott-Gletscher in die Edisto-Gletscherzunge übergeht.
Russische Wissenschaftler benannten ihn.